# K.k. Staatsbahnen

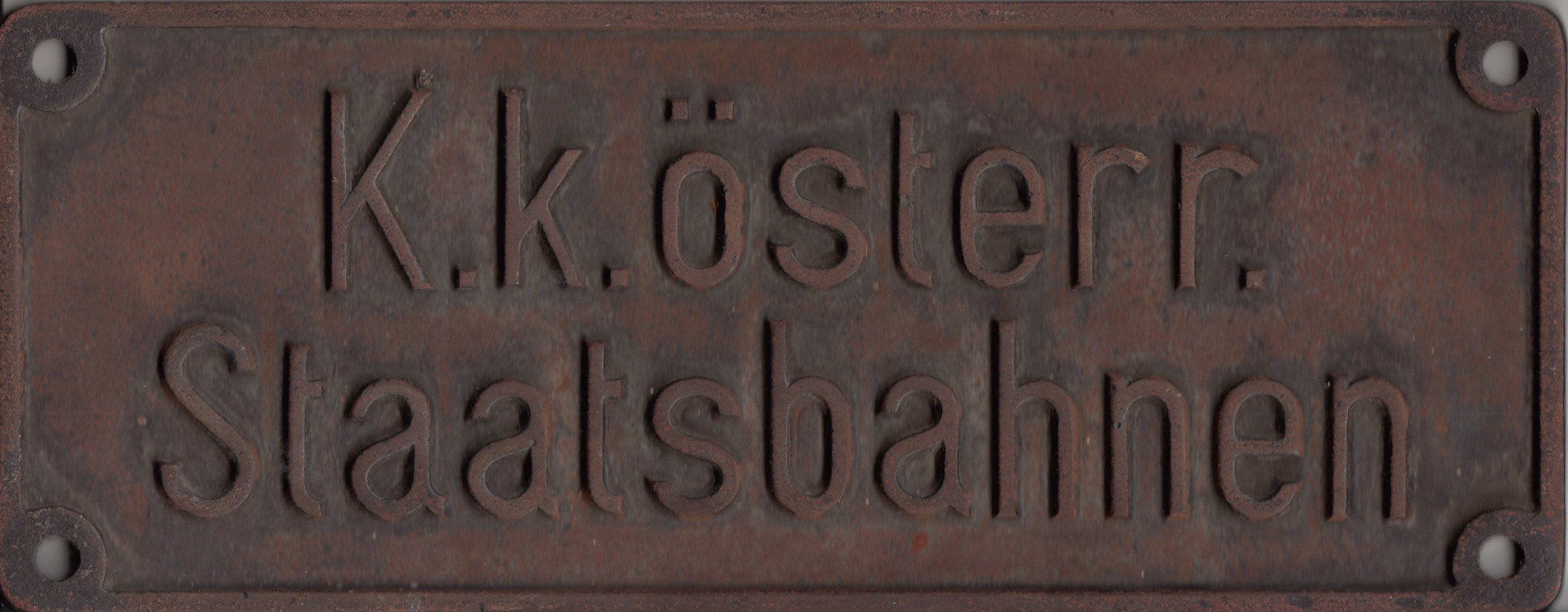
Metallschild

Die k.k. Staatsbahnen (kkStB), ab 1915 offiziell k.k. österreichische Staatsbahnen, waren die Staatsbahn der österreichischen („cisleithanischen“) Reichshälfte von Österreich-Ungarn.

Eisenbahnkarte von Österreich-Ungarn im Jahr 1918

## Geschichte

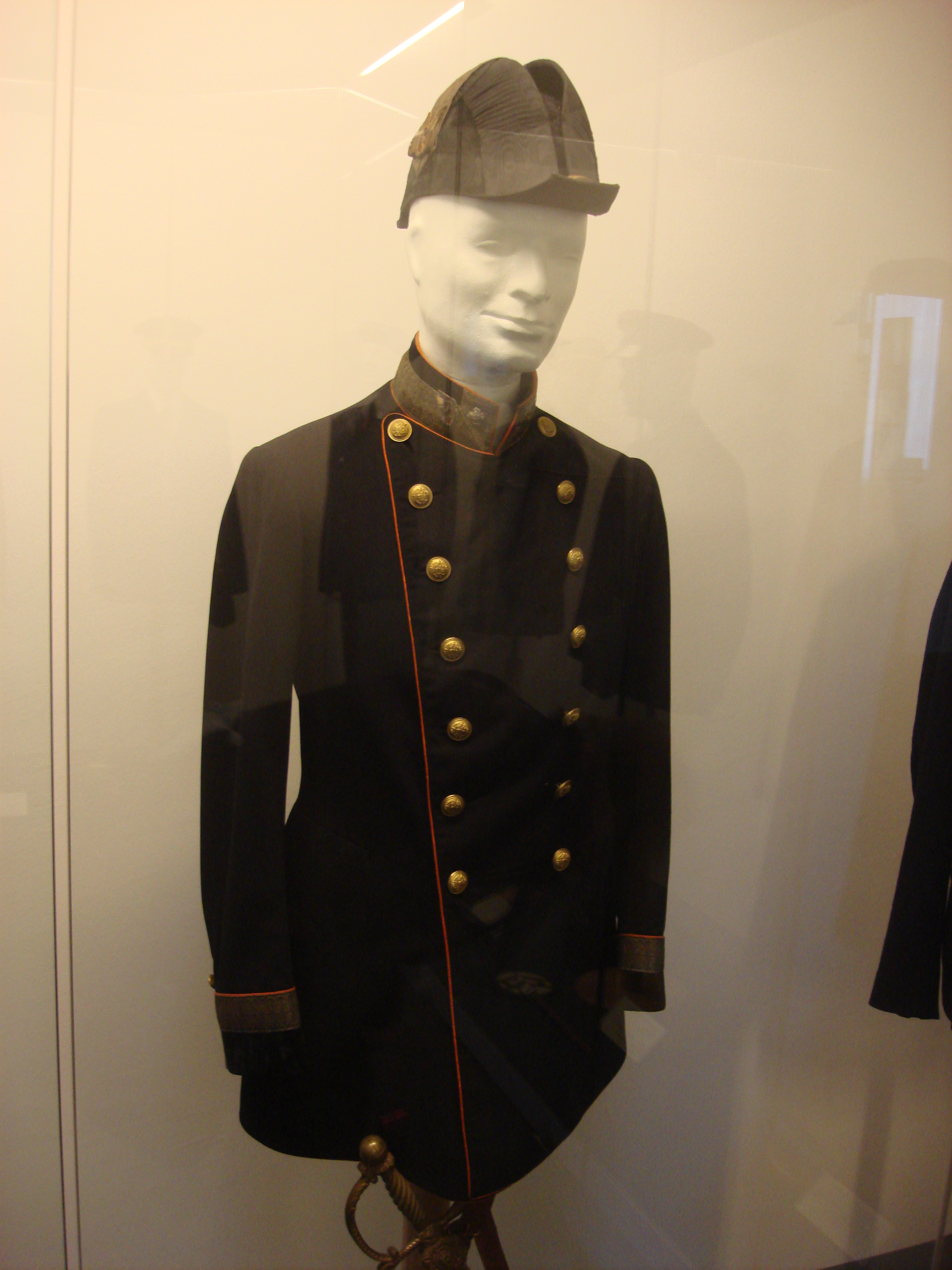
Uniform eines kkStB-Beamten

Die kaiserlich-königlichen Staatsbahnen, kurz k.k. Staatsbahnen, entstanden infolge der Notverstaatlichung wirtschaftlich angeschlagener Eisenbahnunternehmen in der österreichischen Reichshälfte. Dies war eine direkte Konsequenz der Wirtschaftskrise von 1873, die ein Umdenken in der staatlichen Eisenbahnpolitik zur Folge hatte. Die Rakonitz–Protivíner Bahn war danach die erste Eisenbahn, die durch den Staat selbst errichtet wurde. Vollständig im Jahr 1876 fertiggestellt, musste der dortige Betrieb zunächst privaten Eisenbahnunternehmen überlassen werden.
Für die staatlichen Bahnen wurde am 1. Jänner 1884 die k.k. General-Direction der österreichischen Staatsbahnen eingerichtet, die dem k.k. Handelsminister unterstand. Nach Jahrzehnte langer Wahrnehmung der Eisenbahnagenden in diesem Ressort wurde in Cisleithanien 1896 an Stelle der Generaldirektion das k.k. Eisenbahnministerium eingerichtet, das bis 1918 bestand. Das Ministerium leitete die Staatsbahnen direkt, ohne einen dazwischen geschalteten Generaldirektor oder dergleichen; die Eisenbahnminister wurden zumeist aus den Spitzenbeamten des Hauses gewählt. Unter dem Ministerium bestanden 1896 11 Staatsbahndirektionen in Innsbruck, Krakau, Lemberg, Linz, Olmütz, Pilsen, Prag, Stanislau, Triest, Villach und Wien.
Da sich fast in ganz Europa das Staatsbahnsystem durchsetzte, wurden seit den 1880er Jahren zahlreiche private österreichische Eisenbahnunternehmen systematisch und planvoll verstaatlicht, darunter so große Unternehmen wie 1906 die Kaiser-Ferdinands-Nordbahn oder 1909 die Staatseisenbahn-Gesellschaft (siehe Verkehrspolitik).

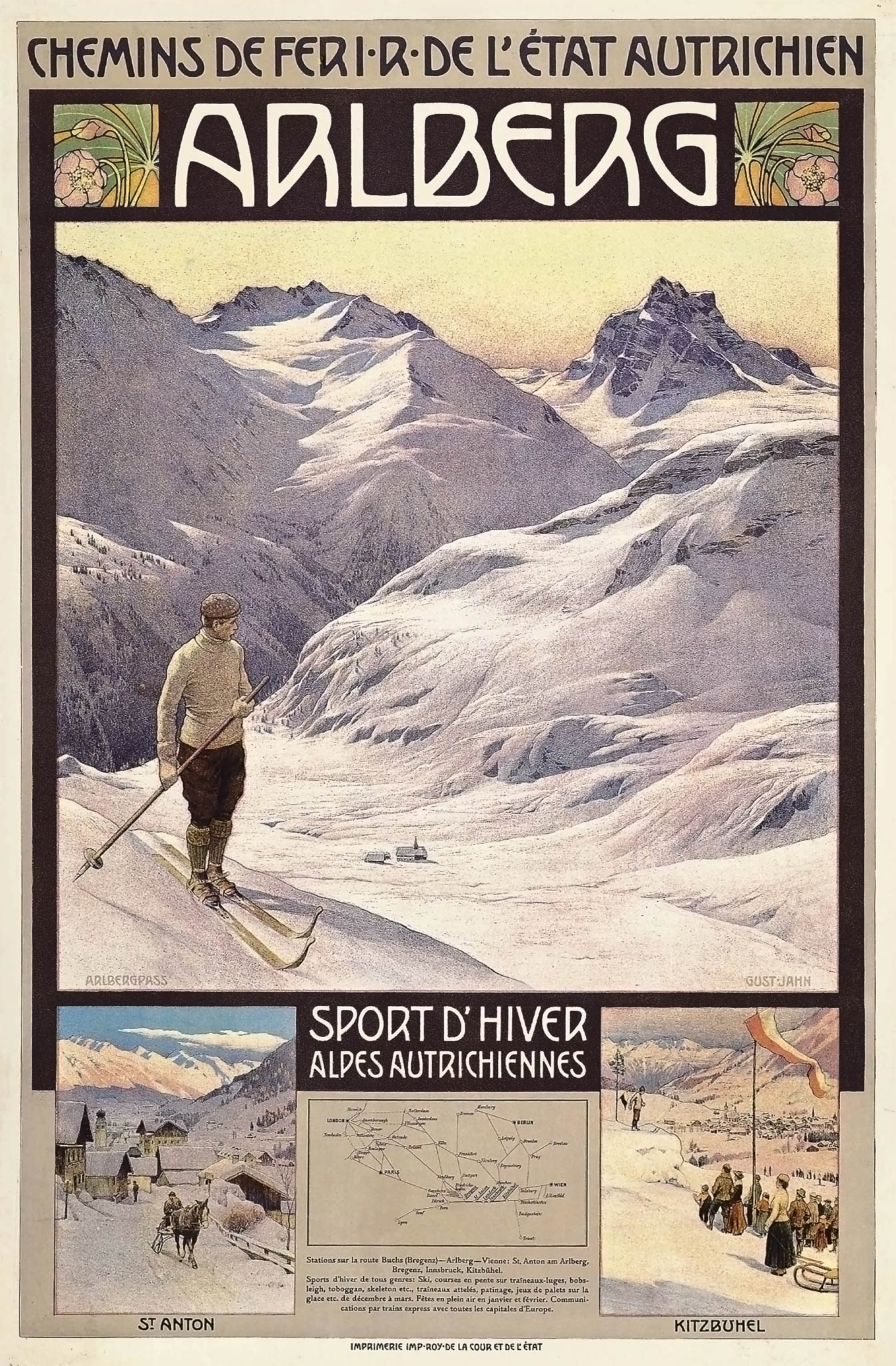
Werbeplakat von Gustav Jahn (1907)

Durch Neubauprogramme des Staates wurde das Streckennetz der kkStB wesentlich vergrößert. Das bekannteste Beispiel dafür waren im ersten Jahrzehnt des 20. Jh. realisierte Großprojekte der Nord-Süd-Alpenquerung in erster Linie zur besseren Erschließung des Seehafens Triest, die unter dem politischen Begriff Neue Alpenbahnen zusammengefasst wurden. Es waren dies Tauernbahn, Karawankenbahn, Wocheiner Bahn (inkl. Karstbahn), Pyhrnbahn und Wechselbahn. Ein ähnliches Projekt war die in den Jahren 1887 bis 1889 errichtete Böhmisch-Mährische Transversalbahn, mit der eine neue Ost-West-Transversale in den Kronländern Böhmen und Mähren geschaffen werden sollte.

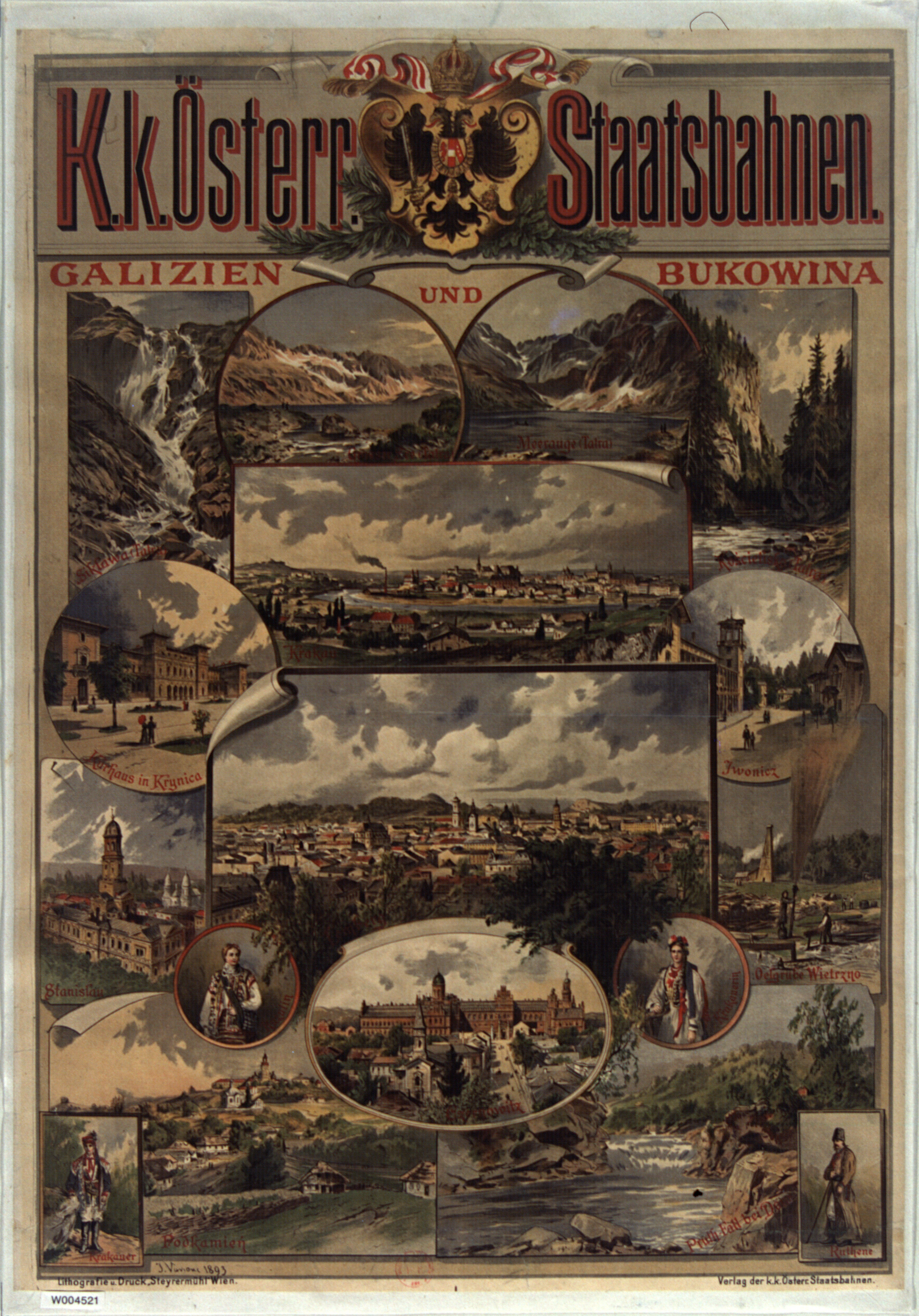
Werbeplakat für Galizien und die Bukowina (1893)

1891 umfasste das k.k. Staatsbahnnetz 7.132 km (von insgesamt 28.066 Bahn-km in ganz Österreich-Ungarn), 1378 Lokomotiven, 3195 Personen- und 25.883 Güterwagen. Befördert wurden in diesem Jahr 31,9 Millionen Personen und 16,9 Millionen Tonnen Güter. Bis 1918, als die Monarchie zerbrach, erreichte das Netz der kkStB eine Länge von etwa 19.000 km.
Die k.k. österreichischen Staatsbahnen waren Mitglied im 1847 in Pest gegründeten Verein Deutscher Eisenbahnverwaltungen, der an der Normung von Bahntechnik und Bahnvorschriften sowie an der internationalen Fahrplankoordination mitwirkte.

### Verstaatlichte Eisenbahnen
Zu den wichtigsten verstaatlichten Eisenbahngesellschaften zählten:
- Böhmische Commercialbahnen (BCB)
- Böhmische Nordbahn (BNB)
- Böhmische Westbahn (BWB)
- Bozen-Meraner Bahn (BMB)
- Bukowinaer Lokalbahnen (BLB)
- Dniester Bahn (DB)
- Dux-Bodenbacher Eisenbahn (DBE)
- Eisenbahn Pilsen-Priesen-Komotau (EPPK)
- Erzherzog Albrecht-Bahn (EAB)
- Galizische Carl Ludwig-Bahn (CLB)
- Kaiser Ferdinands-Nordbahn (KFNB)
- Kaiser Franz Joseph-Orientbahn (KFJOB)
- Kaiser Franz Joseph-Bahn (KFJB)
- Kaiserin Elisabeth-Bahn (KEB)
- Kronprinz Rudolf-Bahn (KRB)
- Kremstalbahn (KTB)
- Mährisch-Schlesische Centralbahn (MSCB)
- Mährische Grenzbahn (MGB)
- Mühlkreisbahn
- Niederösterreichische Südwestbahnen (NÖSWB)
- Österreichische Lokal-Eisenbahn-Gesellschaft (ÖLEG)
- Österreichische Nordwestbahn (ÖNWB)
- Prag-Duxer Eisenbahn (PDE)
- Staats-Eisenbahn-Gesellschaft (StEG)
- Vorarlberger Bahn (VB)

## Ende der k.k. Staatsbahnen
Nach dem Ende des Ersten Weltkrieges wurden Strecken und Fahrzeuge der kkStB von November 1918 an unter den Nachfolgestaaten (Deutsch-)Österreich, Tschechoslowakei, Polen, Italien, Rumänien und SHS-Staat (ab 1929 Jugoslawien) aufgeteilt. Die kkStB gingen in folgenden Staatsbahnen auf:
- Österreich: Deutschösterreichische, ab 21. November 1919 Österreichische Staatsbahnen (ÖStB), ab 19. Juli 1923 Österreichische Bundesbahnen (ÖBB)
- Polen: Polskie Koleje Państwowe (PKP)
- Tschechoslowakei: Československé státní dráhy (ČSD)
- Königreich der Serben, Kroaten und Slowenen: Železnice Kraljevine Srba, Hrvata i Slovenaca (SHS)
- Italien: Ferrovie dello Stato (FS)
- Rumänien: Căile Ferate Române (CFR)

## Siehe auch

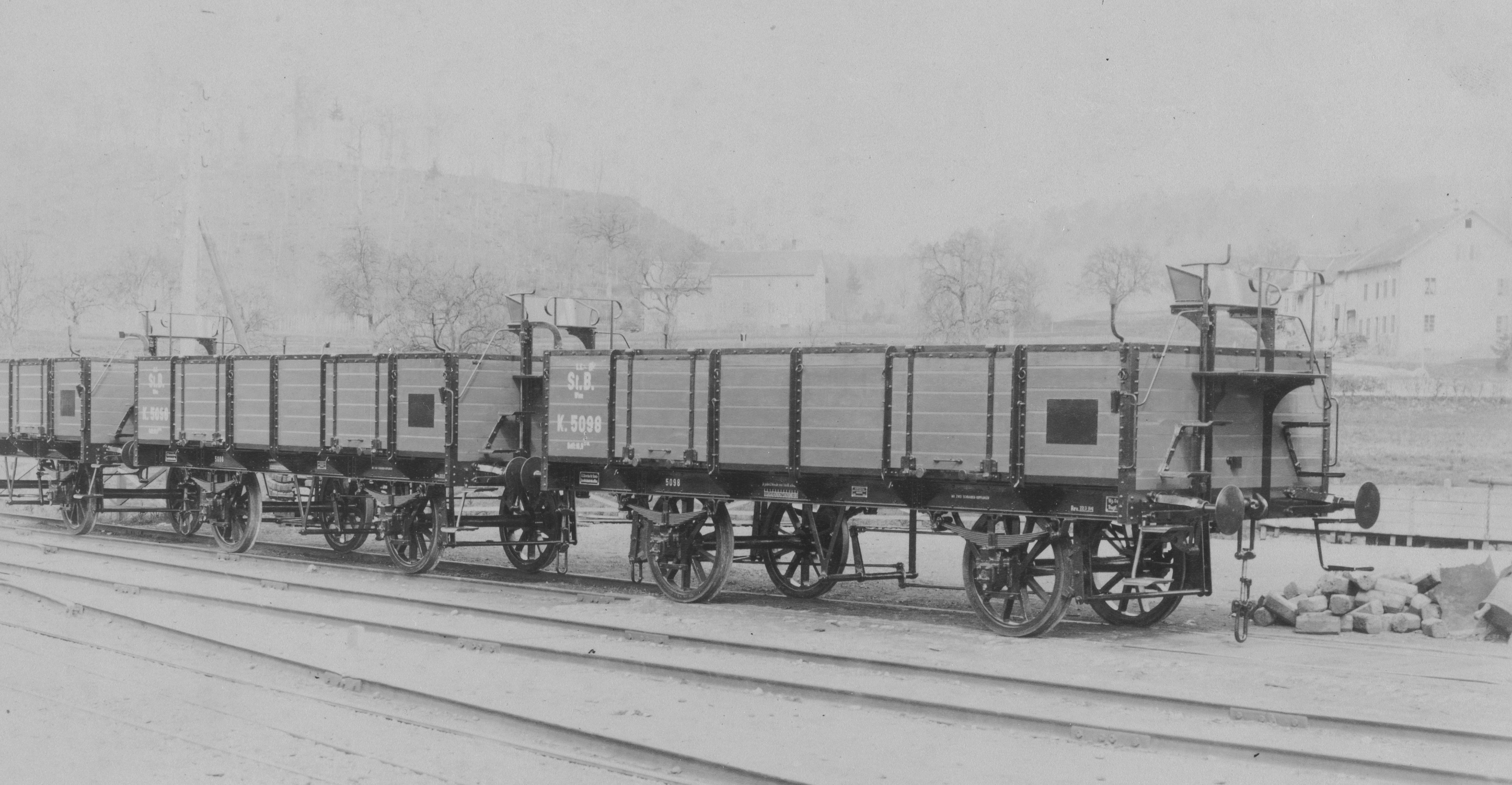
Kohlenwagen Baureihe K, gebaut 1884